# 犹太国民银行
犹太国民银行位于黑龙江省哈尔滨市道里区中央大街57号（与西十一道街交汇处东南角），2013年被列为第七批全国重点文物保护单位。。
犹太国民银行由侨居哈尔滨的犹太人德里金等人集资开设于1923年6月3日，1942年7月1日曾与协和银行合并。1950年代，犹太人大批离开哈尔滨，犹太国民银行无力经营，1959年10月16日，由人民银行哈尔滨分行接收，改为外侨储蓄所。它是哈尔滨最后一个关闭的外资银行。
犹太国民银行大楼为文艺复兴建筑风格，造型优雅稳重，装饰繁复精美。2005年该建筑进行改建，外墙保留。此后空置多年。2013年作为哈尔滨犹太人活动旧址群的一部分被列为第七批全国重点文物保护单位。